# Grace Morales
Grace Morales (Madrid, 1969) es una escritora española.

## Trayectoria
Creció en el barrio de Carabanchel. Estudió Filosofía en la Universidad Complutense de Madrid y Biblioteconomía y Documentación en la Universidad Carlos III de Madrid. Es profesora de educación secundaria, cofundadora del fanzine Mondo Brutto, y articulista en medios de comunicación como La Vanguardia, Jot Down, Madriz o El Salto. En el blog Vidas de Santos están recogidos algunos de los artículos firmados por ella en Mondo Brutto. Asimismo, ha participado en numerosos coloquios, talleres y conferencias convocada por el Espacio Fundación Telefónica, La Casa Encendida, o el Centro de Arte Dos de Mayo entre otros.

## Obra
En 2011 apareció Otra dimensión, su primera novela y en 2013 publicó el ensayo Mecano 82: La construcción del mayor fenómeno pop español, una biografía crítica sobre el trío de pop madrileño. En 2022 fue lanzada la antología Mágicas. Brujas, magas y sacerdotisas del amor, con edición a cargo de Grace Morales. En 2023 lanzó el ensayo Damas del blues. Madres, reinas y emperatrices.
Algunos de sus textos están recogidos en antologías como Almanaque Franquismo Pop (Mondadori, 2001), España es Sobrenatural (Melusina, 2009), Black Pulp Box (Aristas Martínez, 2012) y Madrid, con Perdón (Caballo de Troya, 2012), Valle-Inclán y el insólito caso del hombre con rayos x en los ojos (La Felguera, 2014) y Mundo Subterráneo (La Felguera, 2015).